# Henry VIII (opéra)
Pour les articles homonymes, voir Henry VIII.
Henry VIII est un opéra en quatre actes et six tableaux de Camille Saint-Saëns sur un livret de Léonce Détroyat et Armand Silvestre, inspiré par le Schisme d'Angleterre (La Cisma de Ingalaterra) de Pedro Calderón de la Barca et  créé à Paris le 5 mars 1883 à l'Opéra Garnier à Paris.

## Distribution lors de la création

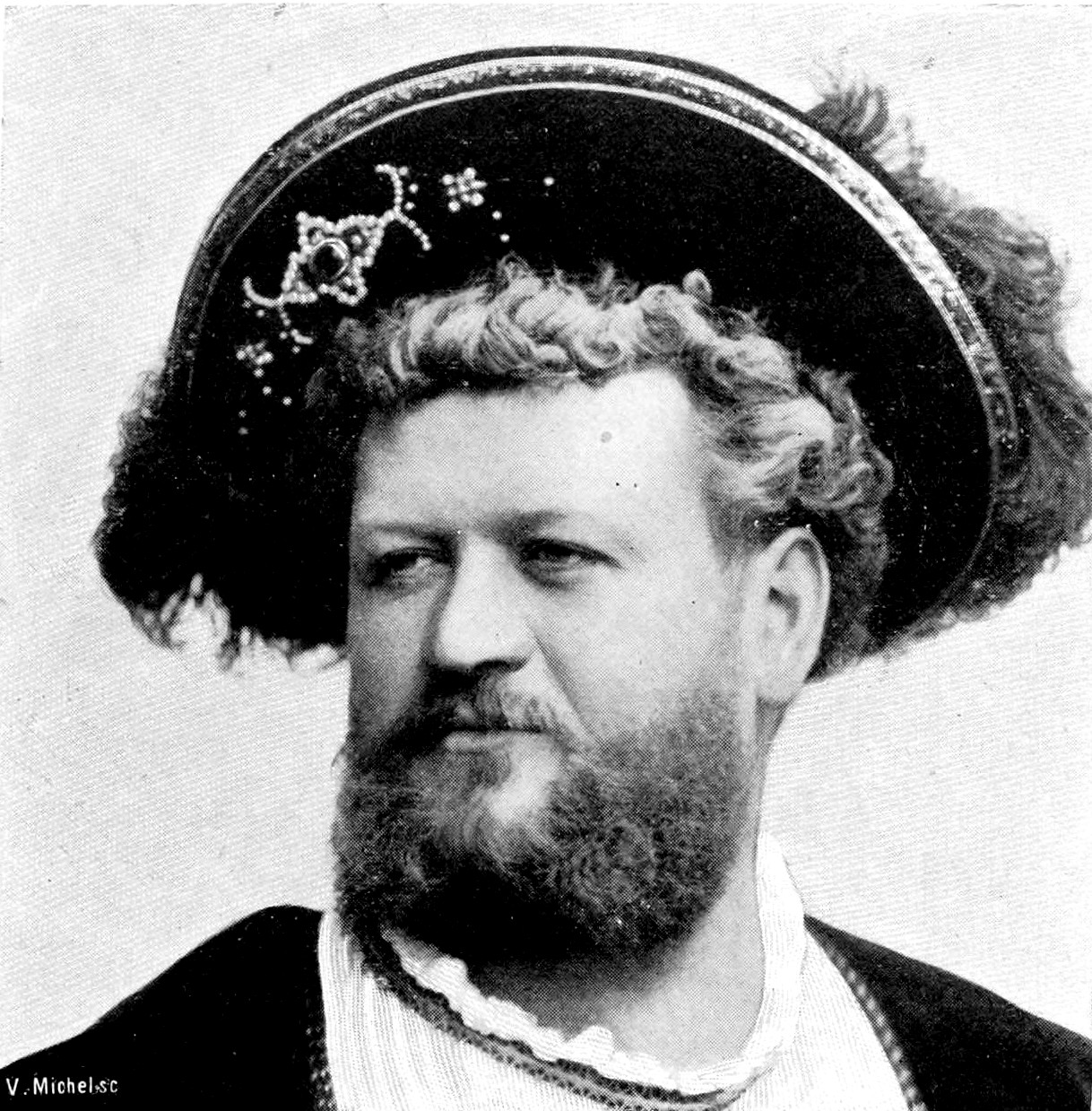
Jean Lassalle en Henry VIII.

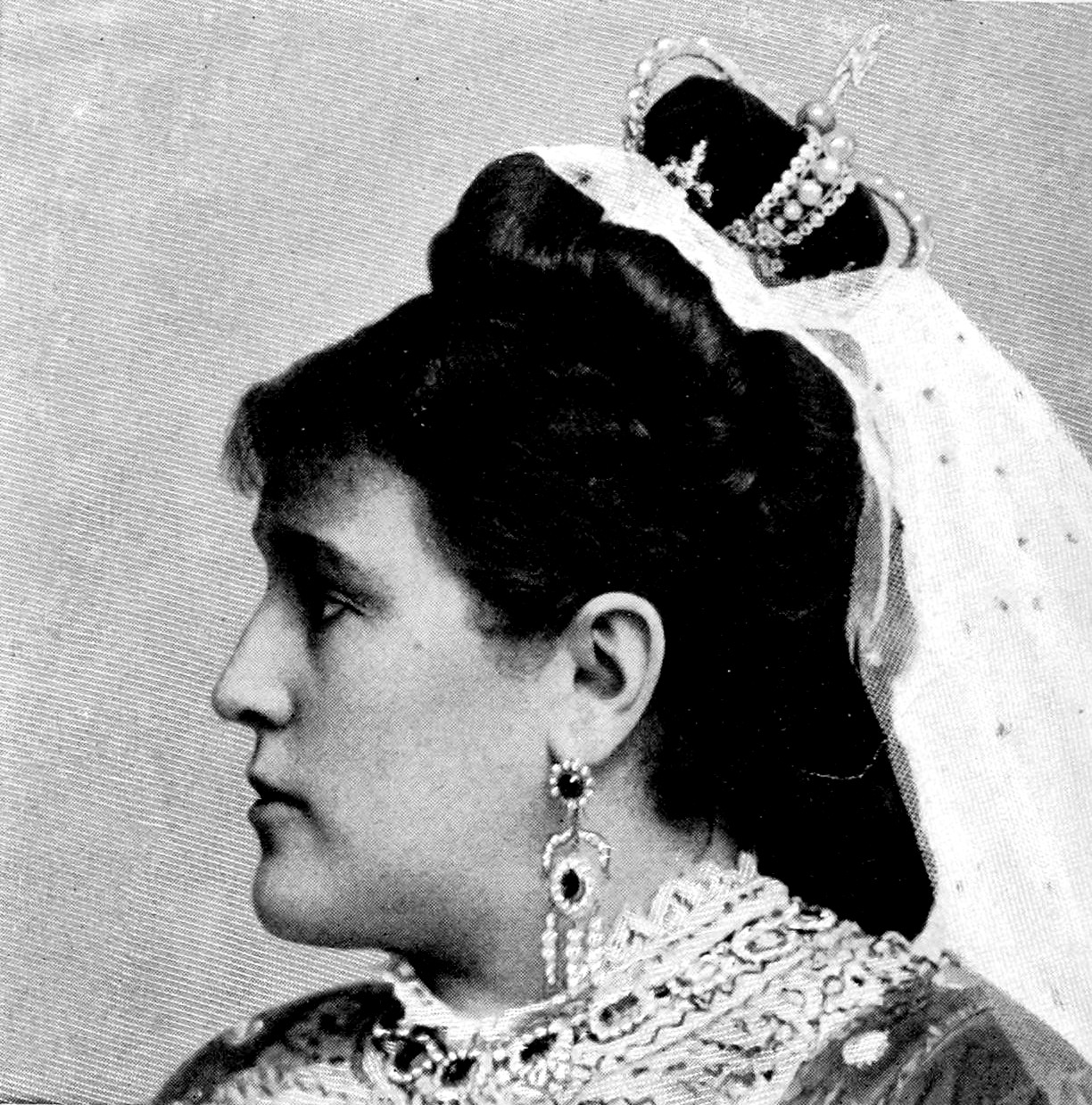
Gabrielle Krauss en Catherine d'Aragon.

| Rôle | Type de voix       | Distribution lors de la première, le 5 mars 1883 (Chef d'orchestre : Ernest Altès) |
| --- | ------------------ | ---------------------------------------------------------------------------------- |
| Henry VIII, roi d'Angleterre                                                                                           | baryton            | Jean Lassalle                                                                      |
| Catherine d'Aragon | soprano            | Gabrielle Krauss                                                                   |
| Anne Boleyn | mezzo-soprano      | Alphonsine Richard                                                                 |
| Susan Clarencieux (en)                                                                                                 | soprano            | Mlle Nastorg                                                                       |
| Don Gomez de Féria, ambassadeur d'Espagne (es)                                                                         | ténor              | Étienne Dereims                                                                    |
| Cardinal Campeggio, légat du pape                                                                                      | basse              | Auguste Boudouresque                                                               |
| Le duc de Norfolk | basse              | Eugène Lorrain                                                                     |
| Le Comte de Surrey | ténor              | Étienne Sapin                                                                      |
| Cranmer, archevêque de Cantorbéry                                                                                      | basse              | M. Gaspard                                                                         |
| Garter, roi d'armes | ténor              | M. Malvaut                                                                         |
| Un huissier de la cour                                                                                                 | basse              | M. Boutens                                                                         |
| Quatre seigneurs | 2 ténors, 2 basses |                                                                                    |
| Un officier | ténor              |                                                                                    |
| Seigneurs, juges, membres du Parlement, officiers et soldats, pages, dames d'honneur, hommes et femmes du peuple, etc. |                    |                                                                                    |

## Autres premières
- Milan : 26 décembre 1895 à la Scala
- Moscou: 28 janvier 1897 au théâtre Bolchoï
- Londres : 14 juillet 1898 à Covent Garden
- Monaco : 21 mars 1908 au  théâtre de Monte-Carlo

## Argument
Le roi Henry VIII veut divorcer de la reine Catherine d'Aragon pour pouvoir épouser Anne Boleyn. Or il lui faut l'accord de la papauté qui rejette une telle décision.

### Acte I
Londres, 1533. Dans les coulisses du palais du roi Henry VIII, les intrigues, soupçons et accusations diverses vont bon train. Les uns sont déchus, tel le comte de Buckingham qui vient d’être condamné à mort, tandis que les autres sont élus, tel Don Gomez qui fête son accession au poste d’ambassadeur d’Espagne, honneur qu'il doit à sa bien-aimée, Anne de Boleyn. Le roi aurait l'intention d’épouser cette dernière et la nomme dame de compagnie de la reine Catherine d’Aragon, qu'il voudrait répudier. Mais le mariage est sacré et l'accord de l'Eglise est indispensable pour le faire annuler.
Catherine d'Aragon essaye en vain d'obtenir la grâce de Buckingham tandis que Don Gomez s'inquiète de la passion du roi pour Anne de Boleyn.

### Acte II
Plus tard, dans les jardins de Richmond, Anne de Boleyn est venue seule avec le roi pour une fête en son honneur, alors que la reine demeure à Londres. Don Gomez, inquiet et fébrile, reproche à Anne de négliger leur relation. Cette dernière tente de le détromper, mais Henry surprend leur conversation. Resté seul avec celle qu'il convoite amoureusement, le roi cherche à la séduire, mais elle se refuse. Il lui promet alors de rompre son mariage avec Catherine, engagement qui conduit Anne Boleyn à accepter l'union. Elle est heureuse de cette bonne fortune, mais Catherine arrive depuis Londres et lui reproche ouvertement son ambition. Henry fait alors comprendre à la reine que leur mariage est terminé. Le légat du Pape est également de la fête où Anne triomphe. Les festivités commencent.

### Acte III

#### Premier tableau
Henry se met dans une colère noire à l'égard de l’autorité papale qui refuse toujours le divorce. Il réaffirme sa passion pour Anne, tandis que celle-ci le supplie de renoncer à leur union malgré leur amour réciproque. Henry la soupçonne de ne pas être sincère puis reçoit enfin le légat du pape qu'il a fait attendre. L'entrevue est orageuse, Henry reprochant à l'envoyé de Rome de ne pas obéir à ses ordres, ce dernier proclamant sa foi et l'impossibilité d'accepter ce divorce. Malgré les risques de schisme avec l'Eglise, Henry s'obstine et annonce qu'il s'en remettra à son peuple, ce qui provoque une grande inquiétude du légat.

#### Deuxième tableau
Et c'est au Parlement que le roi Henry demande officiellement de prononcer l’annulation de son mariage avec Catherine. Don Gomez se range du côté  de la reine qui supplie le roi de ne pas trahir leur union. Le jeune ambassadeur craint que la décision du roi ne provoque une guerre, mais le roi parvient à obtenir l'assentiment de l’assemblée parlementaire. Les menaces du légat d'annuler toute décision remettant en cause le mariage du roi, conduisent ce dernier à faire appel ouvertement au peuple qui soutient sans hésiter le souverain. Le roi annonce son mariage avec Anne de Boleyn et est immédiatement excommunié.

### Acte IV

#### Premier tableau
Anne et Henry sont mariés depuis quelque temps quand Anne s’inquiète de l’humeur de son époux lorsqu'arrive l'ambassadeur d'Espagne, Don Gomez avec un message de la reine répudiée. Anne craint qu'il ne la trahisse en révélant au roi leur ancienne relation mais ce dernier lui jure avoir brûlé toutes leurs lettres. Le roi qui surprend leur rencontre, voit en Don Gomez un possible rival dans le cœur de sa femme mais ce dernier lui transmet le message désespéré de Catherine et le roi décide d'aller la voir avec l'ambassadeur.

#### Deuxième tableau
Mourante, Catherine donne à Don Gomez son livre de prières qui contient la lettre envoyée par Anne Boleyn sollicitant les faveurs de la reine d'alors pour lui accorder les honneurs de ce poste. Face à Anne, Catherine lui reproche de n'avoir jamais aimé Don Gomez tandis qu'Anne riposte en lui parlant de la fameuse missive qu'elle veut récupérer. Catherine menace de la donner au roi, moment précis où Henry arrive persuadé qu'il tient la preuve de l'infidélité d'Anne mais Catherine jette la lettre compromettante au feu et meurt. Le roi, fou de rage, menace de la hache tous ceux qui l’ont trahi.

## Airs principaux et aspects musicaux
Henry VIII représente une illustration musicale du grand opéra à la française, aux références historiques précises, avec ses quatre actes et son ballet, et ses emprunts dès le prélude « à quelques pages inspirées du répertoire musical de la Renaissance (par exemple une pièce de William Byrd à l’acte IV, pour accompagner les divertissements organisés dans les appartements d’Anne Boleyn » comme le souligne le site du Palazzetto Bru Zane.
Citons parmi les airs les plus célèbres :
« Ô mon maître et Seigneur vous m'avez demandée » (Catherine d'Aragon) -  (Acte I, Scène V)
« Reine ! Je serai reine ! » (Ann Boleyn) - Acte II
« Anne triomphe! » (Octuor) - Acte II, Scène X
« Au nom de Clément sept, pontife souverain » - Acte III, Le Synode
« Bravo! du divertissement » - Acte IV, Premier Tableau, Scène I:
« Ô cruel souvenir » (Catherine d'Aragon) - Acte IV

## Historique
La première de Henry VIII a eu lieu le 5 mars 1883 à l'Opéra de Paris au Palais Garnier. La chorégraphie du ballet avait été réalisée Louis Mérante, les costumes par Eugène Lacoste et les décors par Antoine Lavastre et Eugène Carpezat pour l'acte 1, Jean-Baptiste Lavastre pour les actes 2 et 4, scène 2, par Auguste Alfred Rubé et Philippe Chaperon pour l'acte 3 et l'acte 4, scène 1. L'ouvrage qui connait le succès lors de sa création, puis se retrouve peu à peu moins fréquentée, même s'il reste, avec Samson et Dalila et  Phryné, les opéras de Camille Saint-Saëns les plus joués de son vivant. Une autre version en trois actes a été représentée plus tard, le 19 juillet 1889 avec un ballet dont la chorégraphie est réalisée par Joseph Hansen. En juin 1909, Paul Stuart reprend l'original en quatre actes et réalise une nouvelle mise en scène avec une chorégraphie de Léo Staats. Henry VIII est resté au répertoire de l'opéra de Paris jusqu'en 1919.
L'opéra a également été représenté au Royal Opera House en 1889.
En Russie, du vivant de l'auteur, l'opéra fut donné en deux productions à Moscou, au théâtre Bolchoï le 28 janvier de 1897 et à l'opéra de Zimine, le 17 septembre de 1911.
En 1989, le festival de Radio-France à Montpellier, propose une version-concert qui permet de redécouvrir l’œuvre, sous la direction de John Pritchard avec Françoise Pollet (Catherine), Alain Fondary (Henri VIII), Magali Chalmeau-Damonte (Anne).
Citons dans les reprises récentes, celle de 1991 au Théâtre Impérial de Compiègne dans une production de Pierre Jourdan, avec Philippe Rouillon dans le rôle d'Henri VIII, Michèle Command dans le rôle de Catherine d'Aragon et Lucile Vignon dans le rôle d'Anne Boleyn, qui a donné lieu à un film. Des représentations ont également été données au Liceu de Barcelone en 2002 dans la même mise en scène de Pierre Jourdan avec Montserrat Caballé dans le rôle de Catherine, Simon Estes dans le rôle d'Henry et Nomeda Kazlaus dans le rôle d'Anne Boleyn, sous la direction de José Collado.
Un concert a été donné au Bard College Music Festival, Annandale-on-Hudson, le 20 août 2012, avec Ellie Dehn dans le rôle de Catherine, Jason Howard dans celui d' Henry et Jennifer Holloway dans celui d'Anne Boleyn sous la direction de Leon Botstein. En 2023, l'opéra fut donné en version scénique (mise en scène: Jean-Romain Vesperini) comme l'opéra annuel du Bard SummerScape, encore une fois dirigé par Botstein, avec Alfred Walker (Henry VIII), Amanda Woodbury (Catherine d'Aragon), Lindsay Ammann (Anne de Boleyn), Josh Lovell (Don Gomez de Féria) et Christian Zaremba (Cardinal Campeggio) dans les rôles principaux. Le vidéo de la production est disponible sur la chaîne officielle du Fisher Center at Bard sur Youtube.
En 2019, l’ensemble Odyssey et son fondateur Gil Rose enregistre en direct durant un concert donné à Boston, une version intégrale, beaucoup plus longue que les versions données habituellement et publié en CD en 2022 par Odyssey Opera. Comme le note l'Avant-Scène-Opéra « Par rapport au live de Compiègne, on gagne une quarantaine de minutes : c’est considérable ».
En mai 2023, c'est Olivier Py qui met en scène Henri VIII pour le théâtre de la Monnaie à Bruxelles, sous la direction d'Alain Altinoglu, avec Lionel Lhote, Marie-Adeline Henry et Nora Gubisch

## Discographie sélective
- Philippe Rouillon, Henry VIII, Michèle Command, Catherine d'Aragon, Lucile Vignon, Anne de Boleyn, Alain Gabriel, Don Gomez de Feria, Philippe Bohee, le duc de Norfolk, Gérard Serkoyan, le Cardinal Campeggio, Jean-Marc Loisel, l'Archevêque de Canterbury, Chœurs du Théâtre des Arts Rouen, Fanfare de Villers-Cotterêts, mise en scène, Pierre Jourdan, Orchestre lyrique français, dir. Alain Guingal. DVD Cascavelle 2003
- Michael Chioldi (Henry VIII), Ellie Dehn (Catherine d’Aragon), Hilary Ginther(Anne Boleyn), Yeghishe Manucharyan (Don Gomez de Feria), David Kravitz(Duc de Norfolk), Kevin Deas (Cardinal Campeggio), Matthew DiBattista (Comte de Surrey), David Cushing (Archevêque de Canterbury), Erin Merceruio Nelson (Lady Clarence). Odyssey Opera Orchestra and Chorus, dir. Gil Rose (live, Boston, Jordan Hall, 21 septembre 2019). Sortie 2022 - Odyssey Opera. 4 CD. Présentation en anglais. Distr. BMOP/sound.